# Liste der Biografien/Shar
Liste der Biografien |
Portal Biografien |
Personensuche
# |
A |
B |
C |
D |
E |
F |
G |
H |
I |
J |
K |
L |
M |
N |
O |
P |
Q |
R |
S |
T |
U |
V |
W |
X |
Y |
Z |
?
 
Sa |
Sb |
Sc |
Sd |
Se |
Sf |
Sg |
Sh |
Si |
Sj |
Sk |
Sl |
Sm |
Sn |
So |
Sp |
Sq |
Sr |
Ss |
St |
Su |
Sv |
Sw |
Sy |
Sz
 
Sha |
Shc |
She |
Shh |
Shi |
Shk |
Shl |
Shm |
Shn |
Sho |
Shp |
Shr |
Sht |
Shu |
Shv |
Shw |
Shy
 
Shaa |
Shab |
Shac |
Shad |
Shae |
Shaf |
Shag |
Shah |
Shai |
Shaj |
Shak |
Shal |
Sham |
Shan |
Shao |
Shap |
Shaq |
Shar |
Shas |
Shat |
Shau |
Shav |
Shaw |
Shax |
Shay |
Shaz
Die Liste der Biografien führt alle Personen auf, die in der deutschsprachigen Wikipedia einen Artikel haben. Dieses ist eine Teilliste mit 311 Einträgen von Personen, deren Namen mit den Buchstaben „Shar“ beginnt.

## Shar

### Shara
- Sharabaty, Saleh al (* 1998), jordanischer Taekwondoin
- Sharabi, Boaz (* 1947), israelischer Liedermacher, Komponist und Liedtexter
- Sharada, P. V. (* 1972), indische Badmintonspielerin
- Sharaf, Abdelhamid (1939–1980), jordanischer Politiker
- Sharafeddine, Fatima (* 1966), libanesische Schriftstellerin und Kinderbuchautorin
- Sharafeddine, Issam (* 1954), libanesischer Politiker
- Sharaff, Irene (1910–1993), US-amerikanische Kostümbildnerin
- Sharafi, Rojin (* 1995), iranische Komponistin, Klangkünstlerin und Tonmeisterin
- Sharafiddinov, Ozod (1929–2005), usbekischer Wissenschaftler, Professor, Publizist, Übersetzer und Chefredakteur
- Sharafuddeen, Nasheeu (* 1984), maledivischer Badmintonspieler
- Sharahili, Bandar (* 1987), saudi-arabischer Hürdenläufer
- Sharahili, Riyadh (* 1993), saudi-arabischer Fußballspieler
- Sharaktah, deutscher Rapper
- Sharan, Divij (* 1986), indischer Tennisspieler
- Sharar, Abdul Halim (1860–1926), indischer Essayist, Historiker und Romanschriftsteller
- Sharara, Adham (* 1953), kanadischer Tischtennisspieler und -funktionär
- Sharath Kamal, A. (* 1982), indischer Tischtennisspieler
- Sharav, Eden (* 1992), schottisch-israelischer Snookerspieler
- Sharawa Yönten Dragpa (1070–1141), Kadampa Geshe

### Sharb
- Sharbini, Anas (* 1987), kroatischer Fußballspieler
- Sharbino, Brighton (* 2002), US-amerikanische SchauspielerinBrighton Sharbino (* 2002)

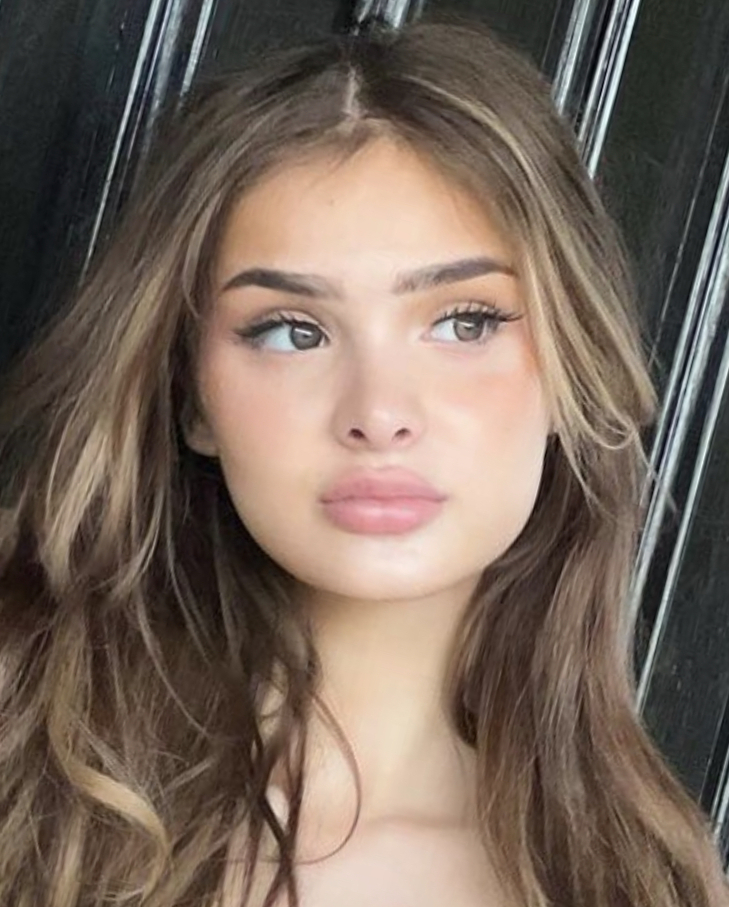
Brighton Sharbino (* 2002)

- Sharbino, Saxon (* 1999), US-amerikanische Schauspielerin

### Shard
- Shard, Bert (1902–1991), australischer Politiker, Abgeordneter und Gewerkschaftsfunktionär
- Sharda, Anish (* 1982), US-amerikanisch-deutscher Basketballspieler
- Shardelow, Tommy (1931–2019), südafrikanischer Bahnradsportler

### Share
- Share, Catherine (* 1942), US-amerikanische Filmschauspielerin
- Share, Chuck (1927–2012), US-amerikanischer Basketballspieler in der National Basketball Association (NBA)
- Share, Hansi (1887–1981), deutsch-amerikanische Puppenmacherin
- Shareef, Talib, US-amerikanischer Unteroffizier, US-amerikanische Persönlichkeit des Islam, Imam und Präsident der Muhammad-Moschee, The Nation's Mosque in Washington, D.C.
- Sharer, Robert J. (1940–2012), US-amerikanischer Altamerikanist und Maya-Forscher

### Sharf
- Sharfstein, Steven (* 1942), US-amerikanischer Psychologe und Psychiater

### Shari
- Shari (* 2002), italienische Popsängerin
- Shari Ahmad, bruneiischer Militär
- Sharian, John, US-amerikanischer Schauspieler
- Shariat, Amir, österreichischer Kunstsammler und Kunsthändler
- Shariat, Faraz (* 1994), deutscher Filmregisseur und Drehbuchautor
- Shariat, Shahrokh (* 1973), Vorstand der Abteilung für Urologie an der Medizinischen Universität Wien
- Shariati, Ali (* 1988), iranischer Aktivist und politischer Gefangener
- Shariati, Mike, US-amerikanischer Pokerspieler
- Shariatmadari, Hasan (* 1947), iranischer Politiker, Führer der Hezb-e Dschomhuri-ye Chalq-e Mosalman
- Sharif Ali († 1432), Sultan von Brunei
- Sharif, Abd as-Sattar (1933–2008), kurdisch-irakischer Politiker
- Sharif, Bülent (* 1973), deutsch-türkischer Schauspieler und ModelBülent Sharif (* 1973)

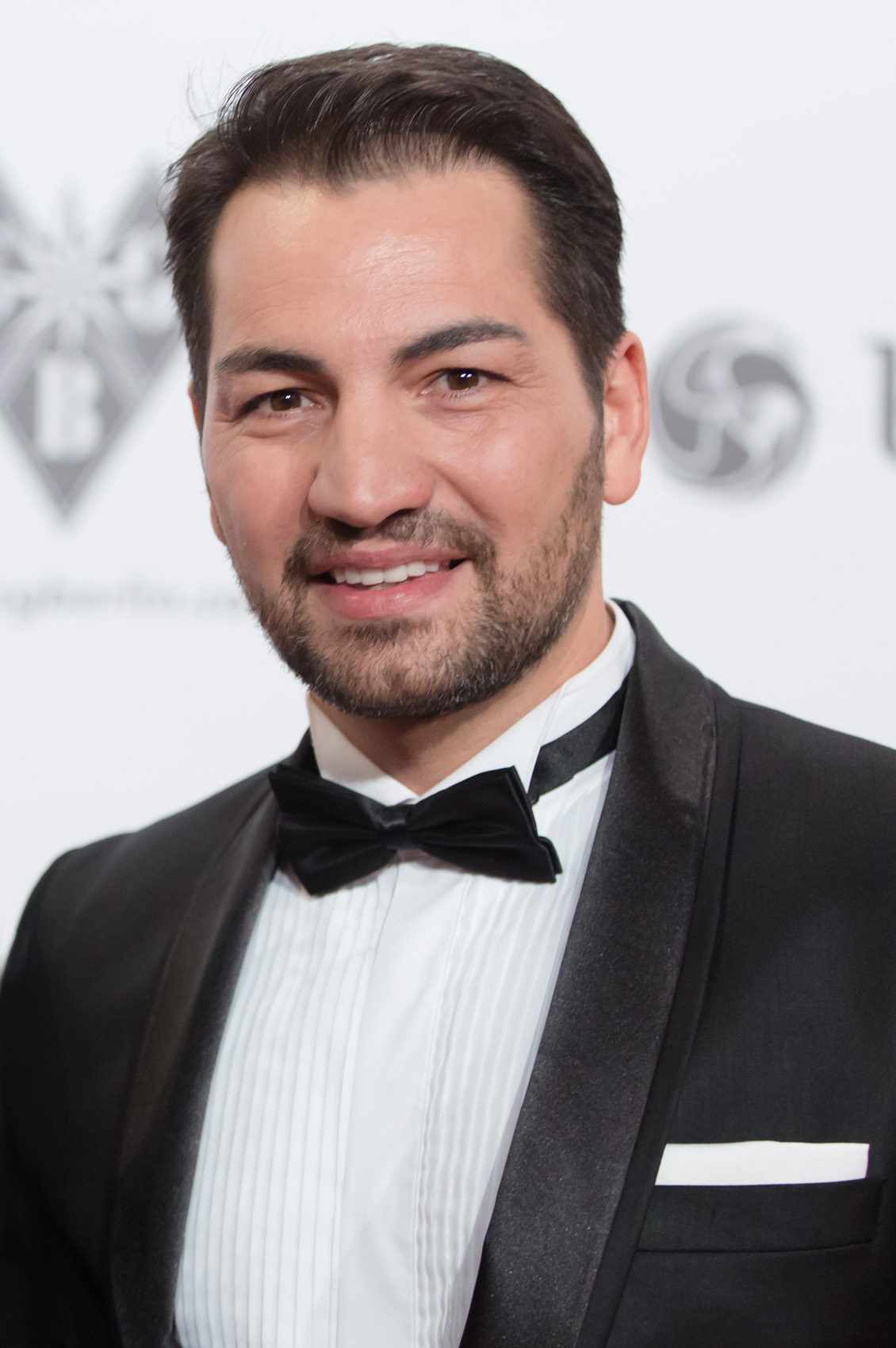
Bülent Sharif (* 1973)

- Sharif, Dschamal al-Hadsch (* 1930), kurdischer Politiker
- Sharif, Jamal al- (* 1954), syrischer Fußballschiedsrichter
- Sharif, Jasmine, pakistanische Schwimmerin, Medaillengewinnerin bei Special Olympics
- Sharif, M. M. (1893–1965), pakistanischer Philosoph, Hochschullehrer, Persönlichkeit des Islams in Pakistan
- Sharif, Maimunah Mohd (* 1961), malaysische Städteplanerin und UN-Habitat-Direktorin
- Sharif, Manal al- (* 1979), saudische IT-Beraterin
- Sharif, Maryam Nawaz (* 1973), pakistanische Politikerin
- Sharif, Muhammad (1920–2004), pakistanischer Großindustrieller
- Sharif, Muhammad Ahmad Al-, Generalsekretär der World Islamic Call Society
- Sharif, Nawaz (* 1949), pakistanischer Politiker, Premierminister von Pakistan
- Sharif, Omar (1932–2015), ägyptischer SchauspielerOmar Sharif (1932–2015)

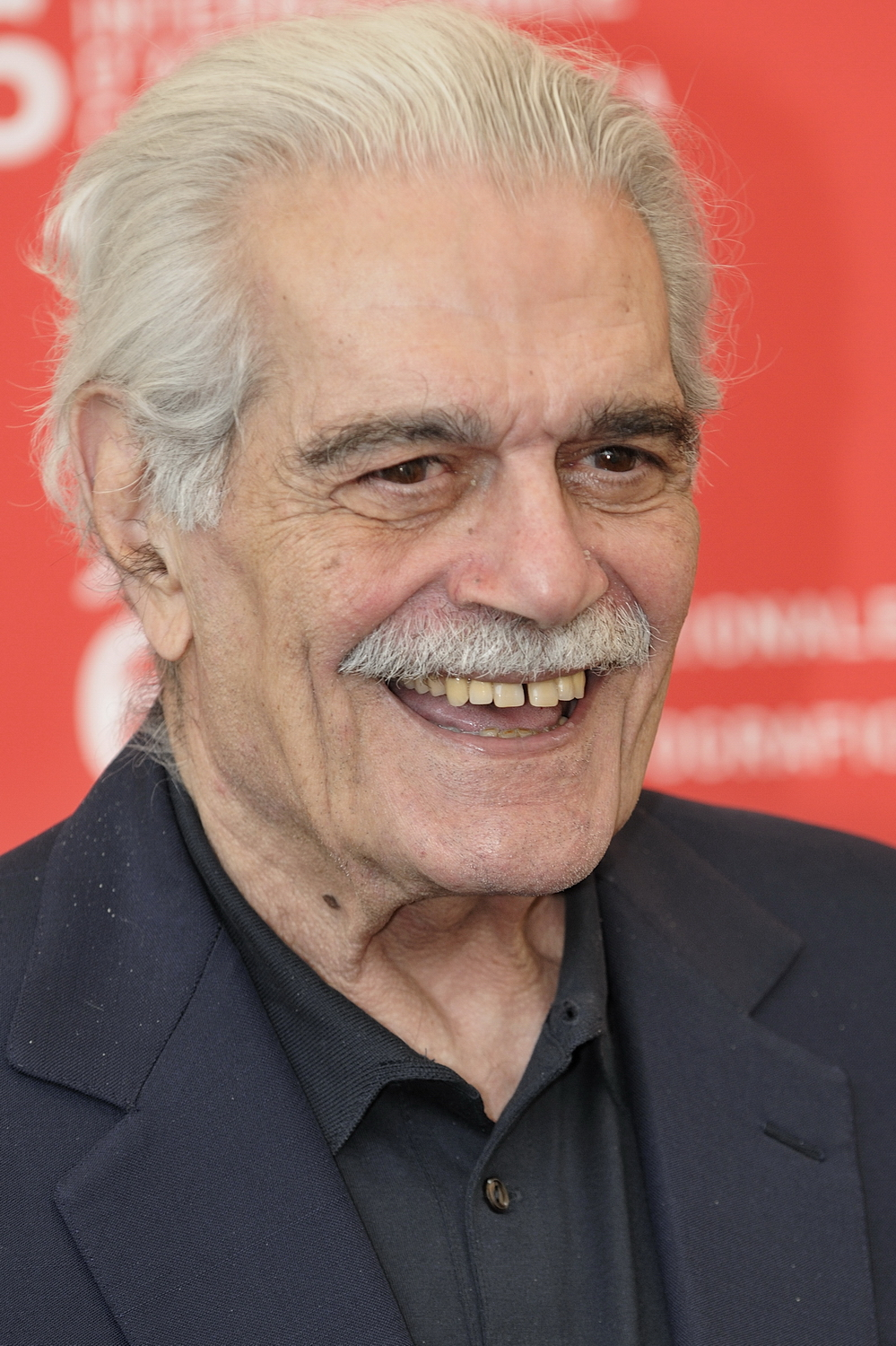
Omar Sharif (1932–2015)

- Sharif, Omar jr. (* 1983), kanadischer Schauspieler, LGBT-Aktivist und Model ägyptischer Abstammung
- Sharif, Raheel (* 1956), pakistanischer General und Armeechef
- Sharif, Sajjad (* 1963), bangladeschischer Autor und Journalist
- Sharif, Shehbaz (* 1951), pakistanischer Politiker
- Sharif, Solmaz (* 1986), US-amerikanische Dichterin
- Sharif, Tayba Hassan Al- (* 1963), sudanesisch-US-amerikanischer International Protection Officer des Hohen Kommissars für Flüchtlinge der Vereinten Nationen
- Sharifi, Amiruddin (* 1992), afghanischer Fußballspieler
- Sharifi, Farahnaz (* 1979), iranische Filmemacherin
- Sharifi, Rashid (* 1984), iranischer Gewichtheber
- Sharifirad, Yadollah (* 1946), iranischer Jagdflieger, Militärattaché und Schriftsteller
- Sharipov, Ilya (* 1995), deutsch-russischer Eishockeytorwart
- Sharipov, Ruslan (* 1978), usbekischer Journalist und Menschenrechtsaktivist
- Sharipova, Nigina (* 1995), usbekische Sprinterin
- Sharipova, Sabina (* 1994), usbekische Tennisspielerin
- Sharir, Avraham (1932–2017), israelischer Politiker und Minister
- Sharir, Gili (* 1999), israelische Judoka
- Sharir, Micha (* 1950), israelischer Mathematiker und Informatiker
- Sharits, Paul (1943–1993), US-amerikanischer Künstler und Filmemacher
- Sharityar, Djelaludin (* 1983), afghanischer Fußballspieler

### Shark
- Shark, Amy (* 1986), australische Musikerin der Indie-Folk-Szene
- Sharkansky, Ira (* 1938), US-amerikanischer Politikwissenschaftler und Hochschullehrer
- Sharkayeva, Aleksandra (* 1998), usbekische Siebenkämpferin
- Sharkey, Feargal (* 1958), britischer Sänger (Nordirland)Feargal Sharkey (* 1958)

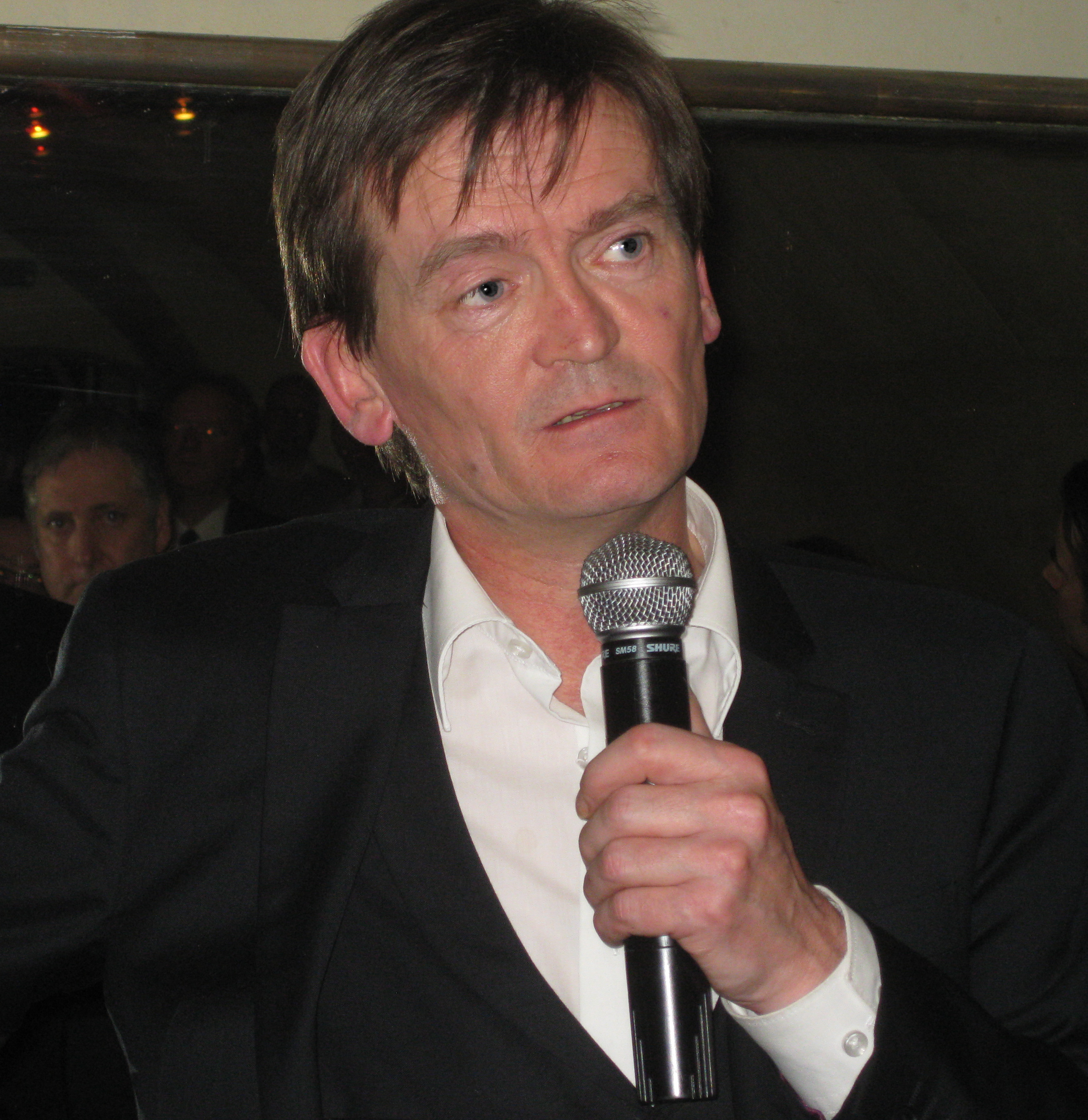
Feargal Sharkey (* 1958)

- Sharkey, Jack (1902–1994), US-amerikanischer Boxer und Weltmeister im Schwergewicht (1932–1933)
- Sharkey, Jack (1931–1992), amerikanischer Schriftsteller
- Sharkey, Jackie (1897–1970), italienischer Boxer im Bantamgewicht
- Sharkey, John, Baron Sharkey (* 1947), britischer Politiker, Manager und Unternehmer
- Sharkey, Lance (1898–1967), Generalsekretär der Communist Party of Australia (1930–1949)
- Sharkey, Noel (* 1948), britischer Informatiker
- Sharkey, Ray (1952–1993), US-amerikanischer Filmschauspieler
- Sharkey, Tom (1873–1953), irischer Boxer im Schwergewicht
- Sharkey, William L. (1798–1873), US-amerikanischer Jurist und Politiker

### Sharl
- Sharland, John (* 1937), britischer Diplomat
- Sharlet, Jeff (* 1972), US-amerikanischer Journalist und Autor

### Sharm
- Sharma, Aanchal (* 1995), nepalesische Schauspielerin und Model
- Sharma, Aarushi (* 1996), indische Schauspielerin
- Sharma, Aisha (* 1992), indische Schauspielerin und Model
- Sharma, Ajay (* 1964), indischer Cricketspieler
- Sharma, Alok (* 1967), britischer Politiker der Conservative Party
- Sharma, Anant Prasad (1919–1988), indischer Politiker, Lok-Sabha- und Rajya Sabha-Mitglied, Unionsminister, Gouverneur
- Sharma, Ankit (* 1992), indischer Weitspringer
- Sharma, Anthony Francis (1937–2015), indischer römisch-katholischer Ordensgeistlicher und Apostolischer Vikar von Nepal
- Sharma, Anushka (* 1988), indische Schauspielerin
- Sharma, Archana (1932–2008), indische Botanikerin und Zellbiologin
- Sharma, Arushi (* 1995), indische Schauspielerin
- Sharma, Astra (* 1995), australische Tennisspielerin
- Sharma, Bhagwat Dayal (1918–1993), indischer Politiker, Rajya Sabha-Mitglied, Chief Minister von Haryana und Gouverneur
- Sharma, Bhajan Lal (* 1966), indischer Politiker
- Sharma, Chris (* 1981), US-amerikanischer SportklettererChris Sharma (* 1981)

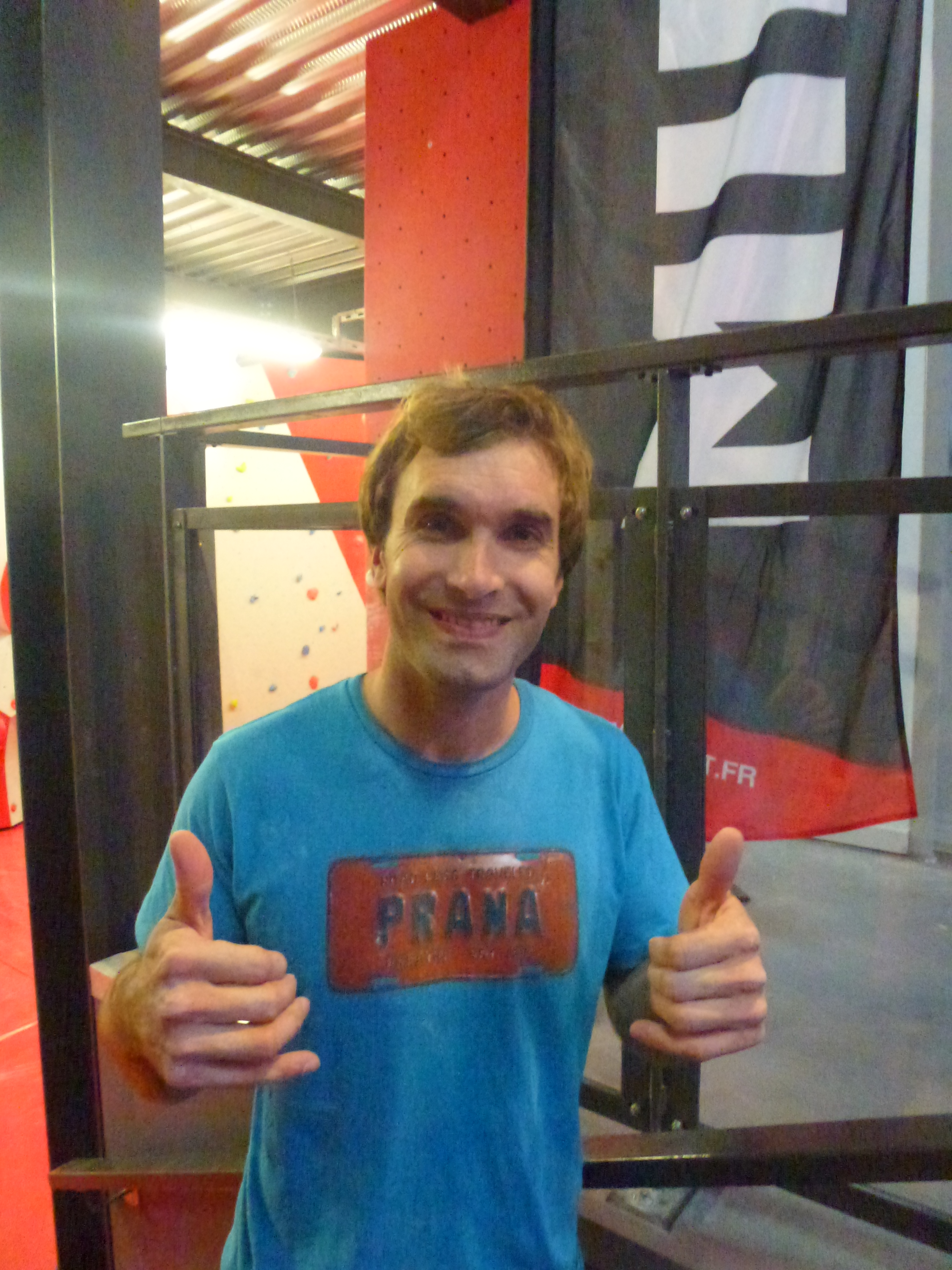
Chris Sharma (* 1981)

- Sharma, Cynthia, deutsche Biologin und Hochschullehrerin
- Sharma, Deepti (* 1997), indische Cricketspielerin
- Sharma, Deven (* 1956), US-amerikanischer Manager
- Sharma, Evelyn (* 1986), deutsch-indische Schauspielerin und Model
- Sharma, Gerriet K. (* 1974), deutscher Klangkünstler und Komponist
- Sharma, Kamalesh (* 1941), indischer Diplomat und Generalsekretär des Commonwealth of Nations
- Sharma, Ketika (* 1995), indische Schauspielerin
- Sharma, Kim (* 1980), indische Schauspielerin
- Sharma, Malvika (* 1999), indische Schauspielerin
- Sharma, Man Mohan (* 1937), indischer Chemieingenieur
- Sharma, Mohit (* 1988), indischer Cricketspieler
- Sharma, Mona (* 1973), deutsche Schauspielerin, Komikerin und AutorinMona Sharma (* 1973)

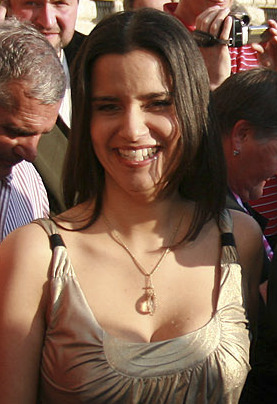
Mona Sharma (* 1973)

- Sharma, Nivi (* 1984), kenianische Expertin
- Sharma, Parvez, indischer Journalist und Regisseur
- Sharma, Raju (* 1964), deutscher Politiker (Die Linke), MdB
- Sharma, Rakesh (* 1949), indischer Kosmonaut, Pilot
- Sharma, Ram Sharan (1919–2011), indischer Historiker
- Sharma, Rekha, kanadische Schauspielerin
- Sharma, Robin (* 1964), kanadischer Autor, Philanthrop, Vortragsredner, Trainer und ehemaliger Anwalt
- Sharma, Rohit (* 1987), indischer Cricketspieler
- Sharma, Sascha (* 1987), deutsch-indischer Mixed-Martial-Arts-Kämpfer
- Sharma, Selina, italienisch-indische Musikwissenschaftlerin und Sängerin
- Sharma, Shankar Dayal (1918–1999), indischer Politiker und Staatspräsident
- Sharma, Shikha (* 1959), indische Ökonomin und Bankerin
- Sharma, Shiv Kumar (1938–2022), indischer Santurspieler
- Sharma, Suraj (* 1993), indischer Schauspieler
- Sharma, Tara (* 1977), britische Schauspielerin und Modell indischer Abstammung
- Sharma, Vijay (* 1962), indischer Maler
- Sharma, Vijay Shekhar (* 1978), indischer Technologie-Unternehmer
- Sharma, Yashpal (1954–2021), indischer Cricketspieler
- Sharmahd, Jamshid (1955–2024), iranisch-deutscher Journalist und Softwareentwickler
- Sharman, Bill (1926–2013), US-amerikanischer Basketballspieler und -trainer
- Sharman, Colin, Baron Sharman (* 1943), britischer Politiker, Manager und Unternehmer
- Sharman, Daniel (* 1986), britischer SchauspielerDaniel Sharman (* 1986)

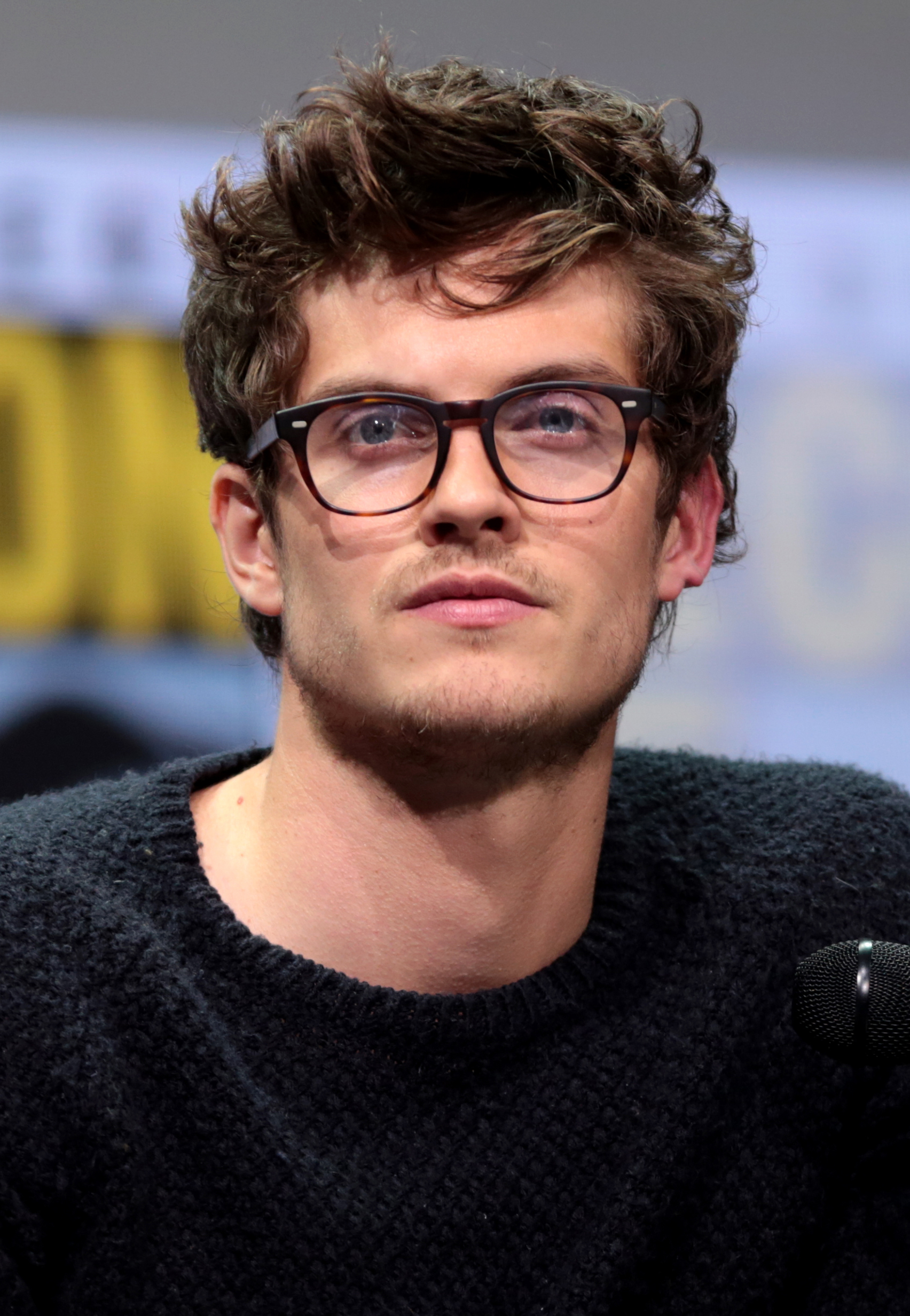
Daniel Sharman (* 1986)

- Sharman, Graham (* 1971), australischer Bahnradsportler und Trainer
- Sharman, Helen Patricia (* 1963), britische Raumfahrerin
- Sharman, Jim (* 1945), australischer Film- und Theater-Regisseur
- Sharman, Robin (* 1979), britischer Radrennfahrer
- Sharman, Rodney (* 1958), kanadischer Komponist, Flötist und Musikpädagoge
- Sharman, Samuel (1879–1951), US-amerikanischer Sportschütze
- Sharman, William (* 1984), britischer Hürdenläufer
- Sharmarke, Omar Abdirashid Ali (* 1960), somalischer Politiker, Premierminister der Übergangsregierung Somalias
- Sharmat, Marjorie Weinman (1928–2019), US-amerikanische Schriftstellerin
- Sharmila, Kumari (* 1995), indische Speerwerferin

### Sharn
- Sharnouby, Fatma el (* 1997), ägyptische Mittelstreckenläuferin

### Sharo
- Sharon, Arieh (1900–1984), israelischer Architekt (Bauhaus)
- Sharon, Ralph (1923–2015), US-amerikanischer Jazzmusiker
- Sharon, Sara (* 1948), israelische Sängerin, Begründerin des gemeinschaftlichen Singens
- Sharon, William (1821–1885), US-amerikanischer Politiker
- Sharon, Yuval (* 1979), US-amerikanischer Theater- und Opernregisseur
- Sharone, Gil (* 1978), US-amerikanischer SchlagzeugerGil Sharone (* 1978)

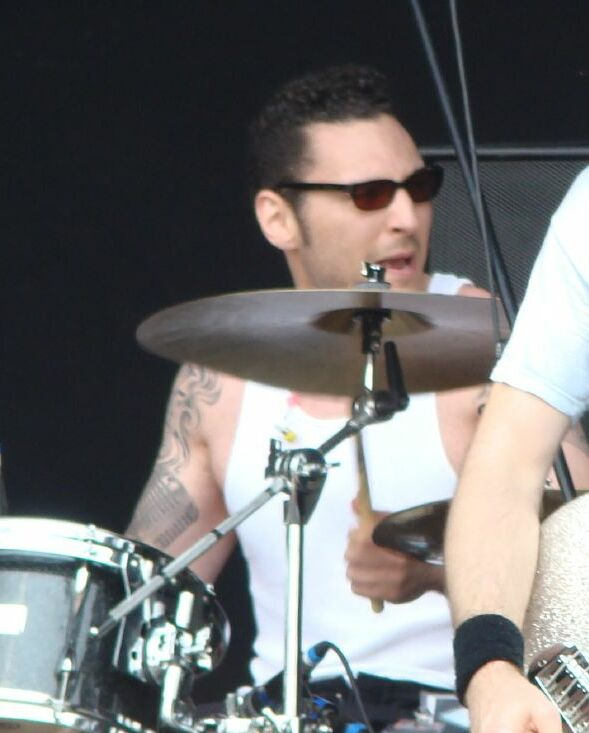
Gil Sharone (* 1978)

- Sharoni, Miriam (* 1968), schwedisch-israelische Opernsängerin (Sopran)

### Sharp
- Sharp Adney, Minnie Bell (1865–1937), kanadische Musikerin und Musiklehrerin
- Sharp, Abraham († 1742), englischer Astronom, Mathematiker und Instrumentenbauer
- Sharp, Alan (1934–2013), britischer Schriftsteller und Drehbuchautor
- Sharp, Alex (* 1989), britischer Film- und TheaterschauspielerAlex Sharp (* 1989)

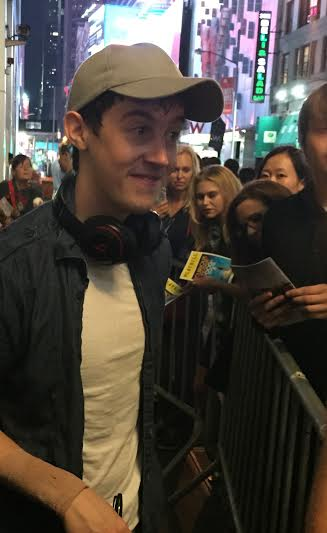
Alex Sharp (* 1989)

- Sharp, Anne (1916–2011), britische Opernsängerin (Koloratursopran)
- Sharp, Anne (1934–2010), britische Schauspielerin
- Sharp, Archibald (1889–1952), britischer Schwimmer
- Sharp, Billy (* 1986), englischer Fußballspieler
- Sharp, Bobby (1924–2013), US-amerikanischer Songwriter
- Sharp, Bruce (1931–2023), australischer Turner
- Sharp, Cameron (* 1958), britischer Sprinter
- Sharp, Cecil James (1859–1924), britischer Musiker, Musikdozent und Volksliedsammler
- Sharp, Christopher, ugandischer Filmregisseur und Filmproduzent
- Sharp, Dane (* 1986), kanadischer Squashspieler
- Sharp, David (1840–1922), britischer Entomologe, spezialisiert auf aquatische Käfer
- Sharp, Dee Dee (* 1945), US-amerikanische Pop- und Rhythm-&-Blues-Sängerin
- Sharp, Dennis (1933–2010), britischer Architekt, Hochschullehrer, Autor und Herausgeber
- Sharp, Derrick (* 1971), US-amerikanisch-israelischer Basketballspieler
- Sharp, Don (1922–2011), britischer Filmregisseur
- Sharp, Douglas (* 1969), US-amerikanischer Bobfahrer
- Sharp, Edgar A. (1876–1948), US-amerikanischer Politiker
- Sharp, Elliott (* 1951), US-amerikanischer Multiinstrumentalist und Komponist
- Sharp, Eric, Baron Sharp of Grimsdyke (1916–1994), britischer Geschäftsmann und Mitglied des House of Lords
- Sharp, Erica (* 1975), kanadische Ringerin
- Sharp, Evan (* 1982), US-amerikanischer Unternehmer
- Sharp, Evelyn (1919–1944), US-amerikanische Pilotin
- Sharp, Evelyn Jane (1869–1955), englisch-britische Autorin, Journalistin, Suffragette und Pazifistin
- Sharp, Evelyn, Baroness Sharp (1903–1985), britische Verwaltungsbeamtin und Politikerin
- Sharp, Francis Peabody (1823–1903), kanadischer Unternehmer, Obstzüchter, Baumschulbesitzer
- Sharp, Fred (1922–2005), US-amerikanischer Jazzmusiker (Gitarre)
- Sharp, Gene (1928–2018), US-amerikanischer Politikwissenschaftler und Autor
- Sharp, Geoffrey Newton (1914–1974), britischer Musikkritiker und Musikschriftsteller
- Sharp, Graeme (* 1960), schottischer Fußballspieler
- Sharp, Graham (1917–1995), britischer Eiskunstläufer
- Sharp, Granville (1735–1813), britischer Beamter, Autor, Gegner der Sklaverei und Gründer der Abolitionismus-BewegungGranville Sharp (1735–1813)

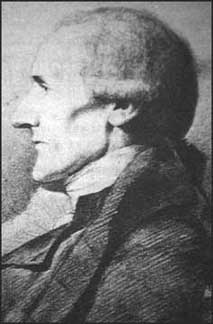
Granville Sharp (1735–1813)

- Sharp, Hap (1928–1993), US-amerikanischer Autorennfahrer
- Sharp, Harrison (* 2001), schottischer Fußballspieler
- Sharp, Henry (1892–1966), US-amerikanischer Kameramann
- Sharp, Isabel (* 2005), britische Radsportlerin
- Sharp, John (1917–1977), britischer General
- Sharp, John (1920–1992), englischer Schauspieler
- Sharp, Jonah, schottischer Ambient-Musiker
- Sharp, Joseph Henry (1859–1953), US-amerikanischer Maler
- Sharp, Karen (* 1971), britische Jazzmusikerin
- Sharp, Keesha (* 1973), US-amerikanische Schauspielerin
- Sharp, Kevin (1970–2014), amerikanischer Countrysänger, Autor und Motivationsredner
- Sharp, Lachlan (* 1997), australischer Hockeyspieler
- Sharp, Leo (1924–2016), US-amerikanischer Kriegsveteran, Pflanzenzüchter und Drogenkurier für das Sinaloa-Kartell
- Sharp, Lesley (* 1960), britische Film- und TheaterschauspielerinLesley Sharp (* 1960)

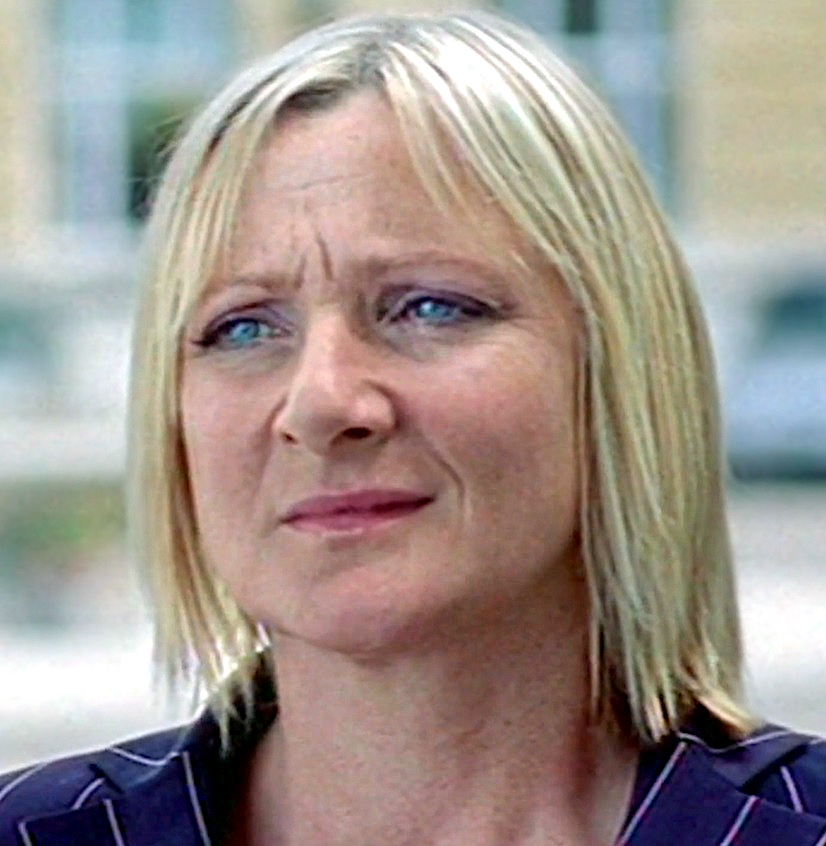
Lesley Sharp (* 1960)

- Sharp, Lynsey (* 1990), britische Mittelstreckenläuferin
- Sharp, MacGregor (* 1985), kanadischer Eishockeyspieler und -trainer
- Sharp, Margaret, Baroness Sharp of Guildford (* 1938), britische Politikerin und Wirtschaftswissenschaftlerin
- Sharp, Margery (1905–1991), englische Schriftstellerin
- Sharp, Martha (1905–1999), US-amerikanische Sozialarbeiterin, Gerechte unter den Völkern
- Sharp, Martin (1942–2013), australischer Karikaturist, Songwriter und Filmemacher
- Sharp, Matt (* 1969), amerikanischer Musiker
- Sharp, Mitchell (1911–2004), kanadischer Politiker
- Sharp, Nathan (* 1989), US-amerikanischer Webvideoproduzent, Synchronsprecher, Rockmusiker und Label-Betreiber
- Sharp, Patrick (* 1981), kanadischer Eishockeyspieler
- Sharp, Petra (* 1954), deutsche Sprinterin
- Sharp, Philip R. (* 1942), US-amerikanischer Politiker
- Sharp, Phillip Allen (* 1944), US-amerikanischer Molekularbiologie und Genetiker
- Sharp, Ray (* 1945), englischer Badmintonspieler
- Sharp, Robert P. (1911–2004), US-amerikanischer Geologe
- Sharp, Royce (* 1972), US-amerikanischer Schwimmer
- Sharp, Ryan (* 1979), schottischer Autorennfahrer
- Sharp, Scott (* 1968), US-amerikanischer Autorennfahrer
- Sharp, Solomon P. (1787–1825), US-amerikanischer Politiker
- Sharp, Susie (1907–1996), US-amerikanische Juristin und Richterin
- Sharp, Ulysses S. Grant (1906–2001), US-amerikanischer Admiral der US NavyUlysses S. Grant Sharp (1906–2001)

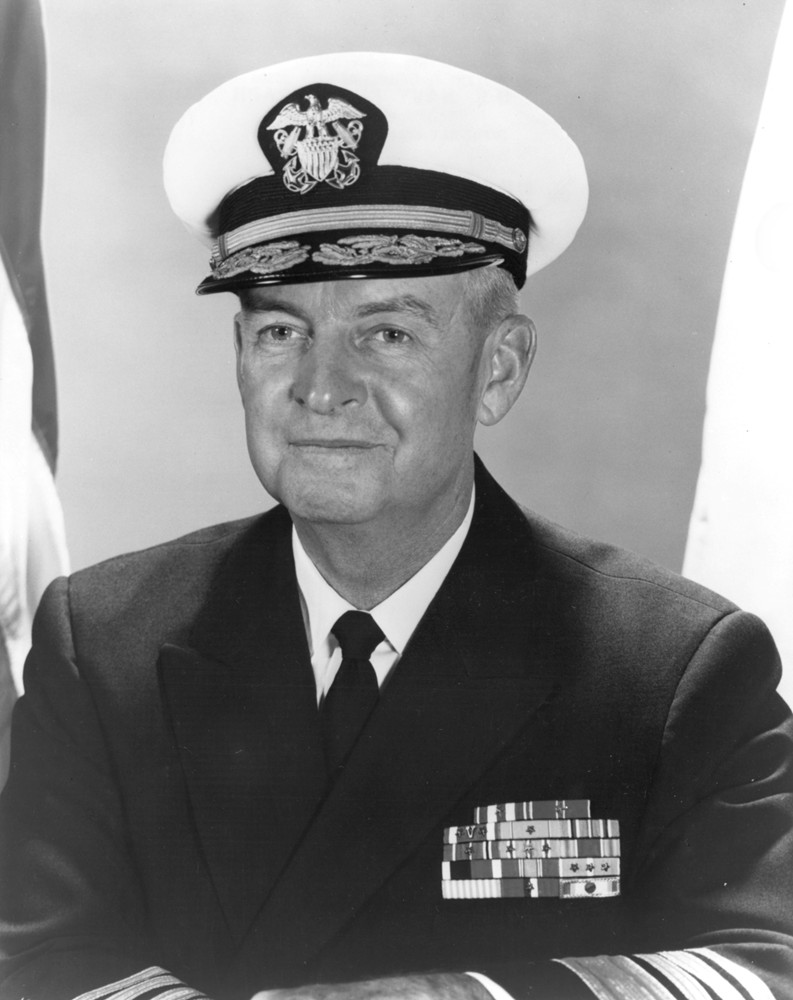
Ulysses S. Grant Sharp (1906–2001)

- Sharp, Waitstill (1902–1984), US-amerikanischer Pastor der unitarischen Glaubensgemeinschaft, Gerechter unter den Völkern
- Sharp, Walter L. (* 1952), US-amerikanischer Offizier, General der US-Army
- Sharp, William (1855–1905), schottischer Schriftsteller
- Sharp, William (1900–1961), US-amerikanischer Grafiker, Zeichner, Buchillustrator und Karikaturist
- Sharp, William Graves (1859–1922), US-amerikanischer Politiker
- Sharp-Bolster, Anita (1895–1985), irische Schauspielerin
- Sharpe, Adam (* 1984), britischer Autorennfahrer
- Sharpe, Albert (1885–1970), irischer Schauspieler
- Sharpe, Alex (* 1972), irische Sängerin
- Sharpe, Alfred (1853–1935), englischer Afrikaforscher
- Sharpe, Alice (* 1994), irische Radrennfahrerin
- Sharpe, Anthony (* 1974), australischer Sänger und Schauspieler
- Sharpe, Arlene, US-amerikanische Immunologin und Professorin
- Sharpe, Avery (* 1954), amerikanischer Bassist des Modern Jazz und Komponist
- Sharpe, Bill (1932–1995), US-amerikanischer Dreispringer
- Sharpe, Cassie (* 1992), kanadische Freestyle-Skierin
- Sharpe, Clarence (1937–1990), US-amerikanischer Jazzmusiker
- Sharpe, Cornelia (* 1947), US-amerikanische Schauspielerin
- Sharpe, D. (1947–1987), amerikanischer Schlagzeuger und Marimba-Spieler
- Sharpe, Darcy (* 1996), kanadischer Snowboarder
- Sharpe, David (* 1967), britischer Mittelstreckenläufer
- Sharpe, Don († 2004), britischer Tongestalter
- Sharpe, Ella Freeman (1875–1947), britische Psychoanalytikerin
- Sharpe, Horatio (1718–1790), britischer Offizier und Gouverneur der Province of Maryland
- Sharpe, James (1946–2024), britischer Historiker
- Sharpe, John (1866–1936), englischer Cricketspieler
- Sharpe, Karen (* 1934), US-amerikanische SchauspielerinKaren Sharpe (* 1934)

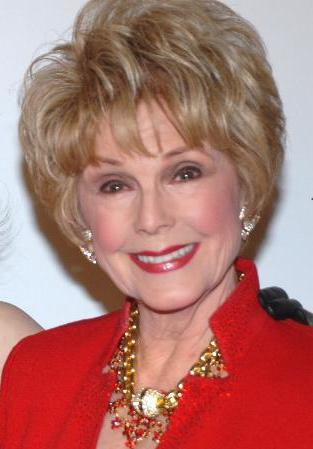
Karen Sharpe (* 1934)

- Sharpe, Kevin, US-amerikanischer Pianist und Musikpädagoge
- Sharpe, Kevin (1949–2011), britischer Historiker
- Sharpe, Lee (* 1971), englischer Fußballspieler
- Sharpe, Lennox (* 1953), trinidadischer Komponist, Arrangeur und Musiker
- Sharpe, Matthew (* 1962), US-amerikanischer Autor
- Sharpe, Matthew (* 1991), kanadischer Triathlet
- Sharpe, Merrell Q. (1888–1962), US-amerikanischer Politiker
- Sharpe, Michael, britischer Mediziner
- Sharpe, Michael (1956–2021), bermudischer Leichtathlet
- Sharpe, Peter (1777–1842), US-amerikanischer Politiker
- Sharpe, Ray (* 1938), US-amerikanischer Rock-’n’-Roll-Musiker
- Sharpe, Richard Bowdler (1847–1909), englischer Zoologe und Ornithologe
- Sharpe, Robert K. (1930–2016), US-amerikanischer Autor, Filmproduzent, Filmregisseur und Fotograf
- Sharpe, Samuel (1801–1832), Nationalheld Jamaikas, Anführer im Weihnachtsaufstand in Montego Bay
- Sharpe, Shaedon (* 2003), kanadischer Basketballspieler
- Sharpe, Shannon (* 1968), US-amerikanischer Footballspieler
- Sharpe, Sterling (* 1965), US-amerikanischer Footballspieler
- Sharpe, Tajae (* 1994), US-amerikanischer Footballspieler
- Sharpe, Tom (1928–2013), britischer Schriftsteller
- Sharpe, Tony (* 1961), kanadischer Sprinter
- Sharpe, Walter (* 1986), US-amerikanischer Basketballspieler
- Sharpe, Will (* 1986), japanisch-britischer Filmregisseur und DrehbuchautorWill Sharpe (* 1986)

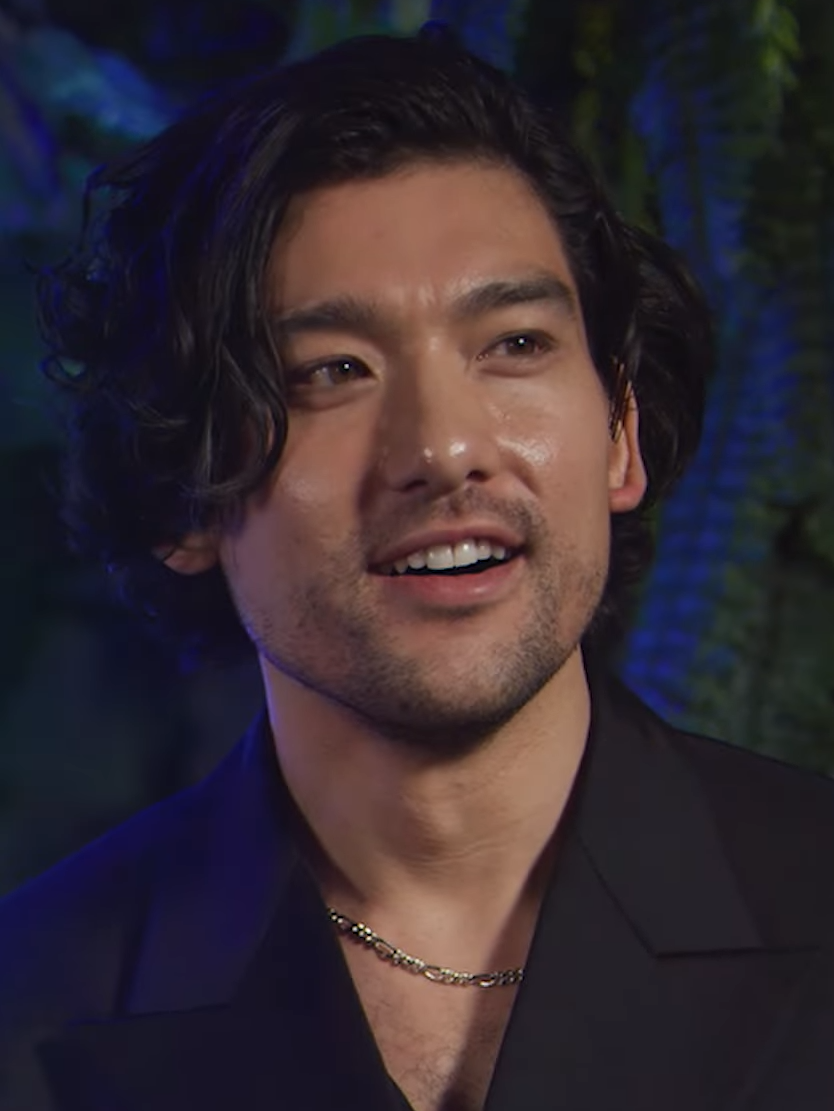
Will Sharpe (* 1986)

- Sharpe, William (1742–1818), US-amerikanischer Politiker
- Sharpe, William F. (* 1934), US-amerikanischer Wirtschaftswissenschaftler
- Sharpe-Young, Garry (1964–2010), britischer Musikjournalist
- Sharper, Darren (* 1975), US-amerikanischer Footballspieler
- Sharpes, Charles (* 1992), englischer Squashspieler
- Sharpey, William (1802–1880), britischer Anatom und Physiologe
- Sharpey-Schafer, Edward Albert (1850–1935), englischer Physiologe
- Sharples, Ben (* 1974), US-amerikanischer Schauspieler und Filmschaffender
- Sharples, Ellen (1769–1849), britische Porträtmalerin und Kunststickerin
- Sharples, George (1943–2020), englischer Fußballspieler
- Sharples, Pamela, Baroness Sharples (1923–2022), britische Politikerin und Life Peeress
- Sharples, Pita (* 1941), neuseeländischer Politiker der Māori Party
- Sharples, Robert W. (1949–2010), britischer Klassischer Philologe
- Sharples, Rolinda (1793–1838), englische Malerin
- Sharples, Winston (1909–1978), US-amerikanischer Komponist
- Sharpless, Barry (* 1941), US-amerikanischer Chemiker und zweimaliger Nobelpreisträger (2001, 2022)Barry Sharpless (* 1941)

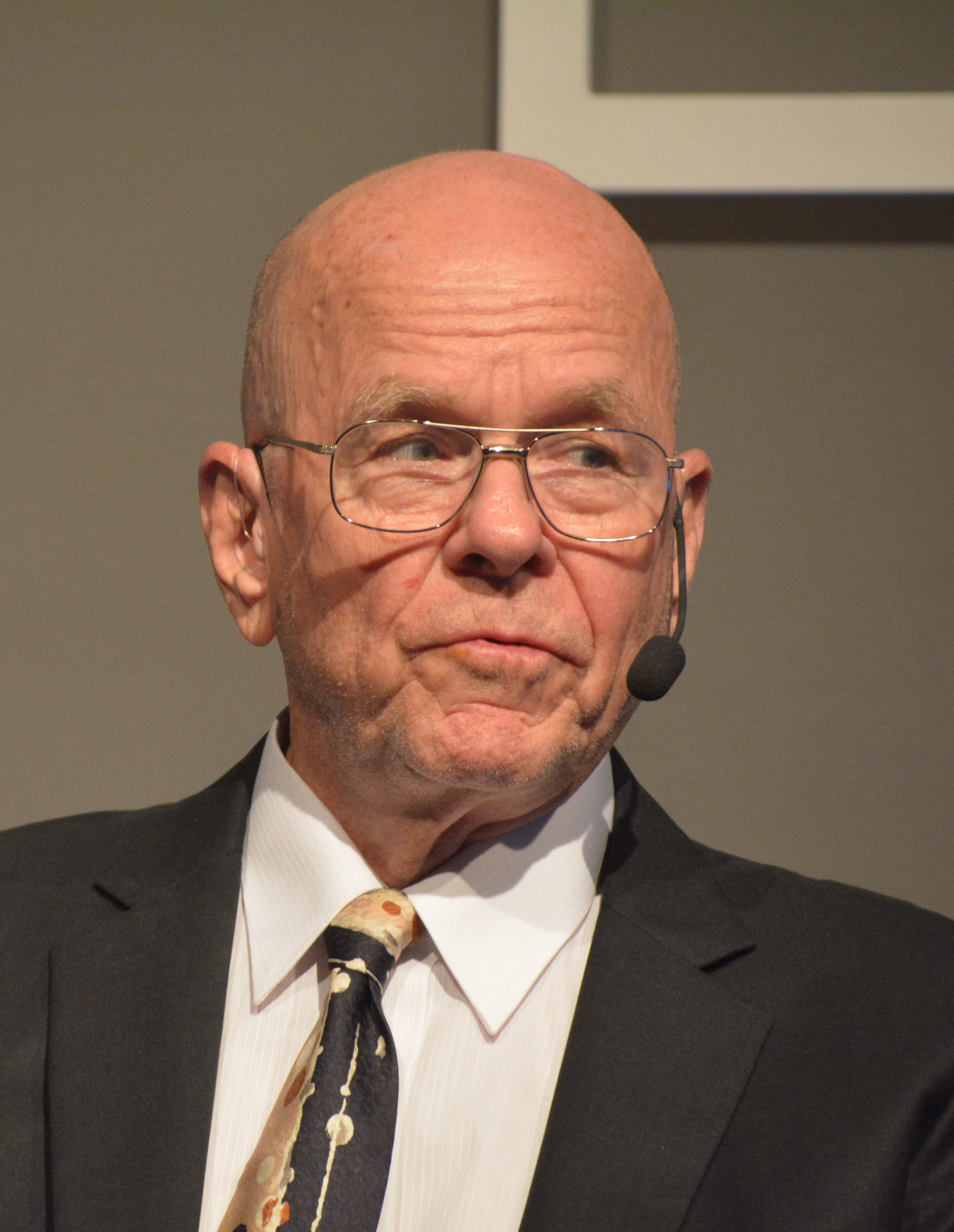
Barry Sharpless (* 1941)

- Sharpless, Burk, US-amerikanischer Drehbuchautor
- Sharpless, Carole (* 1971), US-amerikanische Triathletin
- Sharpless, Christopher (* 1945), US-amerikanischer Bobfahrer (Amerikanischen Jungferninseln)
- Sharpless, Don (1933–2017), US-amerikanischer Tonmeister
- Sharpless, Stewart (1926–2013), US-amerikanischer Astronom
- Sharpley, Glen (* 1956), kanadischer Eishockeyspieler
- Sharplin, Daniel (* 1972), neuseeländischer Squashspieler
- Sharps, Jesse (1953–2025), US-amerikanischer Jazzmusiker (Holzblasinstrumente)
- Sharpsteen, Ben (1895–1980), US-amerikanischer Filmproduzent und Regisseur
- Sharpston, Eleanor (* 1955), britische Juristin
- Sharpton, Al (* 1954), US-amerikanischer Bürgerrechtler und PolitikerAl Sharpton (* 1954)

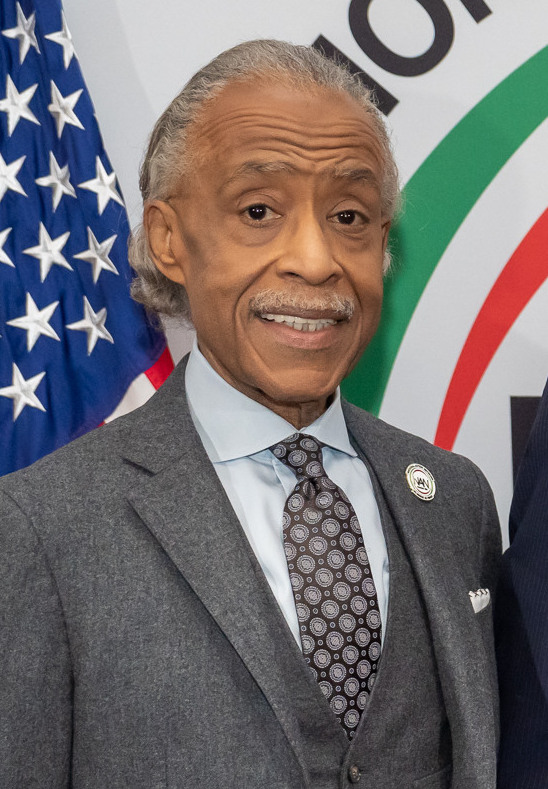
Al Sharpton (* 1954)

### Sharr
- Sharrock, Ben, britischer Filmregisseur und Drehbuchautor
- Sharrock, Ivan (* 1941), britischer Tontechniker
- Sharrock, Linda (* 1947), US-amerikanische Jazzsängerin
- Sharrock, Sonny (1940–1994), US-amerikanischer Jazz-Gitarrist
- Sharrow, Jimmy (* 1985), US-amerikanischer Eishockeyspieler und -trainer

### Shart
- Shartel, Cassius M. (1860–1943), US-amerikanischer Politiker
- Shartshang Kelden Gyatsho (1607–1677), tibetischer Lama und Gelehrter, 1. Shartshang Rinpoche

### Sharv
- Sharvit, Hagar (* 1986), israelische Opern- und Konzertsängerin

### Sharz
- Sharza, Jabar (* 1994), dänisch-afghanischer Fußballspieler
- Sharzer, Jessica (* 1972), US-amerikanische Drehbuchautorin und Regisseurin